# Krugerrand
De krugerrand, ook wel gouden rand, is een gouden munt die sinds 3 juli 1967 in opdracht van de Zuid-Afrikaanse regering geslagen wordt. Op de portretzijde staat het portret van Paul Kruger, de laatste president van Transvaal, op de keerzijde staat een springbok afgebeeld, juist zoals op de gewone rand (een verwijzing naar de Witwatersrand, het natuurgebied waar de munt naar vernoemd werd). Ze hebben de status van wettig betaalmiddel, maar worden als zodanig nooit gebruikt. Als beleggingsmunt is hij wel geliefd. Omstreeks 1980 was de krugerrand goed voor bijna 90 procent van de wereldwijde afzet van gouden beleggingsmunten. Het was tevens de eerste munt ooit die exact een troy ounce aan goud bevatte. Aangezien de internationale goudprijs in dollars per ounce wordt berekend, is zo'n munt de belegger in edelmetalen van dienst.
Een krugerrand heeft een gehalte van 22 karaat (goudgehalte van 91,67%). De rest bestaat uit koper, wat de munt een lichtoranje kleur geeft (rood goud). Oorspronkelijk werd de munt in slechts één coupure geslagen, thans zijn er vier soorten: de hele krugerrand, de halve krugerrand, de kwart-krugerrand en de tiende krugerrand. De kleinere coupures bevatten uiteraard een halve, kwart en tiende troy ounce aan goud. Deze zijn geslagen voor particuliere beleggers met smallere beurzen.
De munt bereikte snel een grote bekendheid en grote populariteit, al was het, door boycots tegen het apartheidsregime, in veel landen jarenlang verboden haar in te voeren. Ook verloor de munt terrein aan andere gouden munten als de Canadese Gold Maple Leaf en de Australische Nugget, die een gehalte van 24 karaat (goudgehalte van 99,9%) hebben. Munten van puur goud zijn voor een belegger interessanter, en daar een beleggingsmunt niet circuleert (en niet bekrast raakt) is het niet nodig het goud door legeringen te versterken.